# Taraclia de Salcie, Cahul
Taraclia de Salcie este un sat în raionul Cahul, Republica Moldova

## Demografie
Structura etnică a localității conform recensământului populației din 2004:
| Grup etnic                                               | Populație | % Procentaj  |
| -------------------------------------------------------- | --------- | ------------ |
| Băștinași declarați Moldoveni Băștinași declarați Români | 1688 6    | 97,91% 0,35% |
| Găgăuzi                                                  | 10        | 0,58%        |
| Bulgari                                                  | 8         | 0,46%        |
| Ruși                                                     | 8         | 0,46%        |
| Ucraineni                                                | 4         | 0,23%        |
| Total                                                    | 1724      |              |

## Administrație și politică
Componența Consiliului local Taraclia de Salcie (9 consilieri), ales la 5 noiembrie 2023, este următoarea:
|  | Partid                                       | Consilieri | Componență | Componență | Componență |
|  | -------------------------------------------- | ---------- | ---------- | ---------- | ---------- |
|  | Coaliția pentru Unitate și Bunăstare         | 3          |            |            |            |
|  | Partidul Liberal Democrat din Moldova        | 2          |            |            |            |
|  | Partidul Acțiune și Solidaritate             | 2          |            |            |            |
|  | Partidul Democrat Modern din Moldova         | 1          |            |            |            |
|  | Partidul Socialiștilor din Republica Moldova | 1          |            |            |            |